# یواس‌اس مورس
یواس‌اس مورس (به انگلیسی: USS Morse) یک کشتی بود که طول آن ۱۴۳ فوت (۴۴ متر) بود. این کشتی در سال ۱۸۵۹ ساخته شد.